# 광덕대로
광덕대로(Gwangdeok-daero)는 경기도 안산시 상록구 사동사리삼거리에서 단원구 고잔동 시청삼거리를 잇는 도로이다.

## 주요 경유지
경기도
- 안산시 상록구 (사동) - 단원구 (고잔동)

## 노선 경로
| 이름              | 접속 노선                               | 경유지        | 경유지        | 경유지        | 비고          |
| 해안로와 직결     | 해안로와 직결                           | 해안로와 직결 | 해안로와 직결 | 해안로와 직결 | 해안로와 직결 |
| ----------------- | --------------------------------------- | ------------- | ------------- | ------------- | ------------- |
| 사리삼거리        | 국가지원지방도 제98호선 (해안로) 용신로 | 안산시        | 상록구        | 사동          |               |
| 호수공원삼거리    | 안산천남로                              | 안산시        | 단원구        | 고잔동        |               |
| 공용주차장 교차로 | 광덕1로                                 | 안산시        | 단원구        | 고잔동        |               |
| 로데오 사거리     | 광덕2로                                 | 안산시        | 단원구        | 고잔동        |               |
| 문화광장사거리    | 광덕3로                                 | 안산시        | 단원구        | 고잔동        |               |
| 하이마트사거리    | 광덕4로                                 | 안산시        | 단원구        | 고잔동        |               |
| 한양빌딩사거리    | 국도 제39호선 (중앙대로)                | 안산시        | 단원구        | 고잔동        |               |
| 농협사거리        | 고잔로                                  | 안산시        | 단원구        | 고잔동        |               |
| 시청삼거리        | 화랑로                                  | 안산시        | 단원구        | 고잔동        |               |

## 주요건물및 시설
- 롯데시네마 안산고잔 (광덕대로 137/고잔동 717-2)
- KG모빌리티 안산중앙전시장 (광덕대로 138/고잔동 772-2)
- IBK기업은행 신고잔점 (광덕대로 145/고잔동 717)
- 기아 해수대리점 (광덕대로 146/고잔동 772)
- 스타벅스 안산문화광장점 (광덕대로 154/고잔동 771-4)
- KB국민은행 고잔지점 (광덕대로 174/고잔동 768)
- 홈플러스 스페셜 안산고잔점 (광덕대로 175/고잔동 707-2)
- Tworld PS&M대리점 (광덕대로 182/고잔동 725-5)
- 탐앤탐스 안산고잔점 (광덕대로 187/고잔동 706-3)
- GS25 고잔타워점 (광덕대로 187/고잔동 706-3)
- NC백화점 고잔점 (광덕대로 194/고잔동 725-2)
- CGV 안산 (광덕대로 194/고잔동 725-2)
- 공차 NC 안산고잔점 (광덕대로 194/고잔동 725-2
- 기아 안산고잔지점 (광덕대로 197/고잔동 706)
- 한국수자원공사 시화산업본부 (광덕대로 197/고잔동 706)
- 중소벤처기업진흥공단 경기서부지부 (광덕대로 243/고잔동 525-3)
- 국민건강보험공단 안산지사 (광덕대로 259/고잔동 523-3)
- 한국국토정보공사 안산지사 (광덕대로 264/고잔동 527-6)
- 신한은행 안산스마트 허브지점 (광덕대로 269/고잔동 523-1)